# Elisabetta Trenta
Elisabetta Trenta (née le 4 juin 1967 à Velletri) est une femme politique italienne, membre du Mouvement 5 étoiles. Elle est ministre de la défense du premier gouvernement de la XVIII législature, issu de la coalition parlementaire M5S / Lega, emmené par Giuseppe Conte à partir de 2018 à 2019.

## Biographie
Elisabetta Trenta est diplômée de l'université de Rome « La Sapienza » en 1994, en Sciences politiques, section économie. Entre octobre 2005 et juillet 2006, elle est conseillère politique du ministère des Affaires étrangères italiennes auprès de l'Irak. Elle a coordonné et conduit plusieurs projets sur la sécurité internationale au Liban. Elle est universitaire membre du Link Campus à Rome. Elle est aussi capitaine de réserve du corps des commissaires et administrateurs.
À la suite des élections législatives de début 2018 et au terme de trois mois de négociations pour la formation d'un gouvernement, elle est nommée ministre de la Défense du gouvernement Conte le 1er juin 2018.